# Telerrobótica

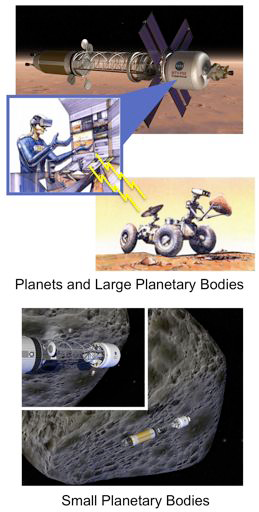
NASA HERRO (Human Exploration using Real-time Robotic Operations) para telerrobótica de exploración

Telerrobótica es el área de la robótica concerniente al control de robots desde la distancia, principalmente usando conexiones wireless (como Wi-Fi, Bluetooth, la Red del Espacio Profundo, y similares), conexiones "ancladas", o a través de Internet. Es una combinación de dos campos importantes, tele-operación y tele-presencia.

## Teleoperación
La Teleoperación significa "hacer el trabajo a distancia", aunque "trabajo" puede significar casi cualquier cosa. Además, el término "distancia" es vago: puede referirse a una distancia física, donde el operador está separado del robot por una larga distancia, pero puede también referirse a un cambio de escala, donde por ejemplo en cirugía robótica un cirujano puede usar tecnología de micro-manipulación para dirigir cirugías a nivel microscópico.

## Tele-presencia
La Telepresencia significa "sentir como si estuvieras en algún otro lugar". Algunas personas tienen una interpretación demasiado técnica de esto, en la que insisten que se debe tener pantallas montadas en cascos para ser telepresencia. Otras personas le dan un significado específico de la tarea, donde la "presencia" exige sentir que se está conectado emocional y socialmente con el mundo remoto, aunque esta sea una interpretación un poco vaga.